# أنييسكا كوكوليوسكا
أنييسكا كوكوليوسكا (بالبولندية: Agnieszka Kąkolewska) (من مواليد 18 أكتوبر 1994م) هي لاعبة كرة طائرة بولندية، تلعب دور مانع في الوسط. في فريق بولندا الوطني لكرة الطائرة للسيدات .
شاركت في بطولة أوروبا لكرة الطائرة للسيدات 2013 .

## جوائز

### فردي
- 2019 بطولة Montreux Volley Masters "أفضل مانع وسط"

## روابط خارجية
- أنييسكا كوكوليوسكا على موقع الاتحاد الدولي beach volleyball database (الإنجليزية)
- أنييسكا كوكوليوسكا على موقع الاتحاد الأوروبي (الإنجليزية)
- أنييسكا كوكوليوسكا على موقع عالم الكرة الطائرة (الإنجليزية)
- أنييسكا كوكوليوسكا على موقع دوري الدرجة الأولى الإيطالي للكرة الطائرة - سيدات (الإيطالية)
- أنييسكا كوكوليوسكا على موقع اللجنة الأولمبية الدولية (الإنجليزية)
- http://www.pzps.pl/en/I-League/Women/32/2/leaguePlayers،id،777،group،1.html
- http://www.baku2015.com/news/article/new-poland-coach-brings-back-miros-and-pycia-volleyball-team.html%5Bوصلة+مكسورة%5D
- http://worldgrandprix.2016.fivb.com/en/group2/schedule/6980-poland-argentina/match